# Diabolos Rising
Diabolos Rising war ein Industrial-Rock-/Elektro-Projekt von Mika Luttinen (Impaled Nazarene) und George „Magus Wampyr Daoloth“ Zaharopoulos (Necromantia). 1996 benannte man das Projekt in Raism um und löste es nach zwei Veröffentlichungen unter dem neuen Namen auf.

## Bandgeschichte
Mika Luttinen und Magus Wampyr Daoloth gründeten 1994 das Projekt Diabolos Rising. Wie ihre Haupt-Bands stand das Projekt beim französischen Independent-Label Osmose Productions unter Vertrag. Auf ihrer ersten Veröffentlichung 666 verband die Band Black Metal mit Industrial Rock und Elektro. Basis der Musik bildete zunächst ein für den Black Metal typisches Gerüst aus Schlagzeug und Gitarren, das mit Synthesizern und Keyboards durchsetzt wurde. Als Referenzen wurden Bands wie Ministry und KMFDM genannt. Die späteren Veröffentlichungen der Band dagegen hatten musikalisch nichts mehr mit Heavy Metal zu tun. Gitarren waren kaum noch zu hören, stattdessen dominierten elektronisch erzeugte Klänge und ein Drumcomputer. Das Album Blood, Vampirism & Sadism wurde auch als Video veröffentlicht, als Gastmusiker ist Conrad „Cronos“ Lant von Venom zu sehen.
Nach der 1996 weitgehend unbeachtet gebliebenen Umbenennung in Raism wurden noch im gleichen Jahr über Kron-H, ein Sub-Label von Osmose Productions, eine EP und das dritte Album Aesthetic Terrorism veröffentlicht. Letzterem wurde bescheinigt, der Sound bestehe nur aus simplem „Uralt-Techno, wie ihn bestimmt auch Methodisten mögen, ein wenig House, dünnen Punkgitarren und […] garstigen Kreischvocals“. 1996 lösten die Musiker das Projekt auf.
Die italienische Band Alien Vampires coverte auf ihrem 2005er Album Evil Generation den Titel Satanic Propaganda (S.N.T.F. Rising) vom 1996er-Album Blood, Vampirism & Sadism.

## Diskografie
als Diabolos Rising:
- 666, Osmose Productions (1994)
- S.N.T.F., Single, Kron-H Records (1995)
- Blood, Vampirism & Sadism, Osmose Productions (1996)

als Raism:
- The Very Best of Pain (EP), Kron-H Records (1996)
- Aesthetic Terrorism, Kron-H Records (1996)

### Samplerbeiträge
- Satanas Lead Us Through auf World Domination, Osmose Productions (1995)
- Die Elektrischen Vorspiele auf Souvenirs from Hell, Cthulhu Records (1997)